# Chiriquí Viejo
Der Chiriquí Viejo (spanisch Río Chiriquí Viejo) ist ein Fluss im Westen Panamas nahe der Grenze zu Costa Rica. Er liegt in der Provinz Chiriquí, hat eine Länge von 161 km und ein Einzugsgebiet von 1.376 km². Der Chiriquí mündet in den Golf von Chiriquí (span. Golfo de Chiriquí). Ungefähr 15 km westlich seiner Mündung liegt die Stadt Puerto Armuelles.
In der Provinz Chiriquí befindet sich auch noch der Fluss Chiriquí, der zur Abgrenzung vom Chiriquí Viejo auch als Chiriquí Nuevo bezeichnet wird.
Der Chiriquí Viejo wird in seinem Oberlauf von den Kraftwerken Bajo de Mina und Baitun zu Stauseen aufgestaut.